# Pteris splendens
Pteris splendens är en kantbräkenväxtart som beskrevs av Georg Friedrich Kaulfuss. Pteris splendens ingår i släktet Pteris och familjen Pteridaceae. Inga underarter finns listade.